# 徳島市立木工会館
徳島市立木工会館（とくしましりつもっこうかいかん）は、徳島県徳島市福島にある多目的ホールを中心とする複合文化施設である。地場産業の振興を図るために設置された。2007年までは徳島市立勤労青少年ホームと隣接していた。

## 概要
開館時間
- 9:00～21:00（インテリアショップは9:00～17:00）
- 開館日 - 年中無休、12月28日～1月3日を除く

## 施設
- 駐車場 - 23台
- 1階 - 交流室（84m²）、インテリアショップ
- 2階 - 多目的ホール（412.8m²）
公益財団法人徳島市地場産業振興協会、徳島県唐木仏壇協同組合連合会
- 3階 - 会議室3室（42m²）
徳島県木竹工業協同組合連合会